# De Leyen (bos)
De Leyen is een natuurgebied ten noordwesten van Bilthoven. Het bos ligt op de grens van de Utrechtse Heuvelrug en de veengebieden. Het gebied is een uitloper van het Ridderoordse Bos en ligt tussen de N234 en de spoorlijn Bilthoven-Utrecht. Aan de oostzijde wordt het begrensd door de Eikensteijnselaan en aan de westzijde door de Twislaan van het landgoed Beukenburg. De Leyen is eigendom van Het Utrechts Landschap en behoort tot de ecologische hoofdstructuur.
De Leyen bestaat uit agrarische grond en bos en vormt een geheel met landgoed Beukenburg. Het ligt op de dekzanden van de Heuvelrug, het naastliggende Beukenburg ligt voor het grootste deel op het lagere veenweidegebied. In 1997 is het gebied door de familie Twiss Quarles van Ufford verkocht aan Het Utrechts Landschap.
Het bos bestaat uit percelen hakhout van berk en grove den. In het parkbos bevinden zich monumentale beukenlanen. De oude beuken worden bewoond door de vleermuis, boommarter, uil en de boomkruiper. In het bos ligt dan ook een flink aantal forse mierenhopen. De mieren zijn voedsel voor de groene specht. In het bos komen ook dassen voor.

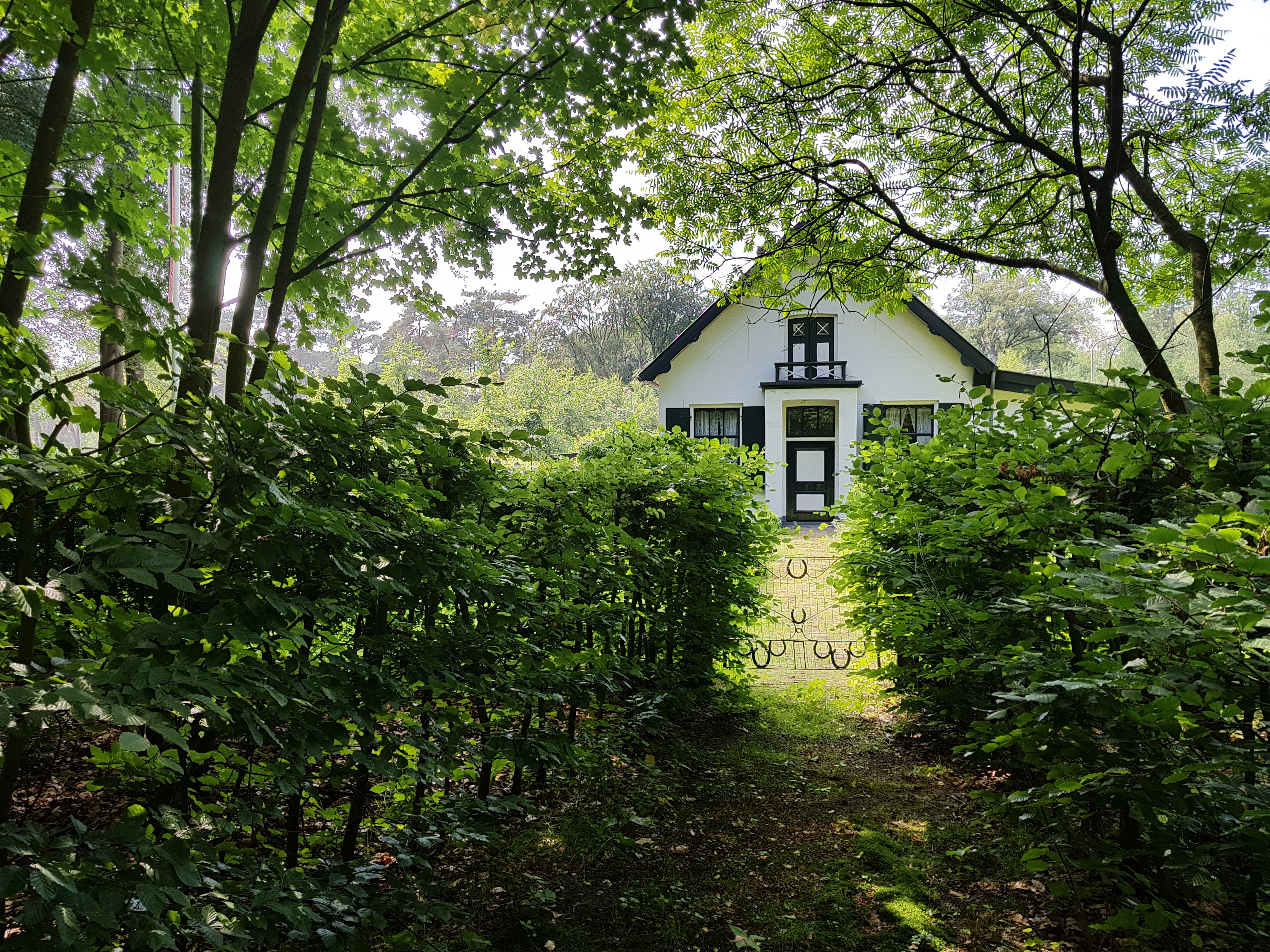
voormalige boerderij
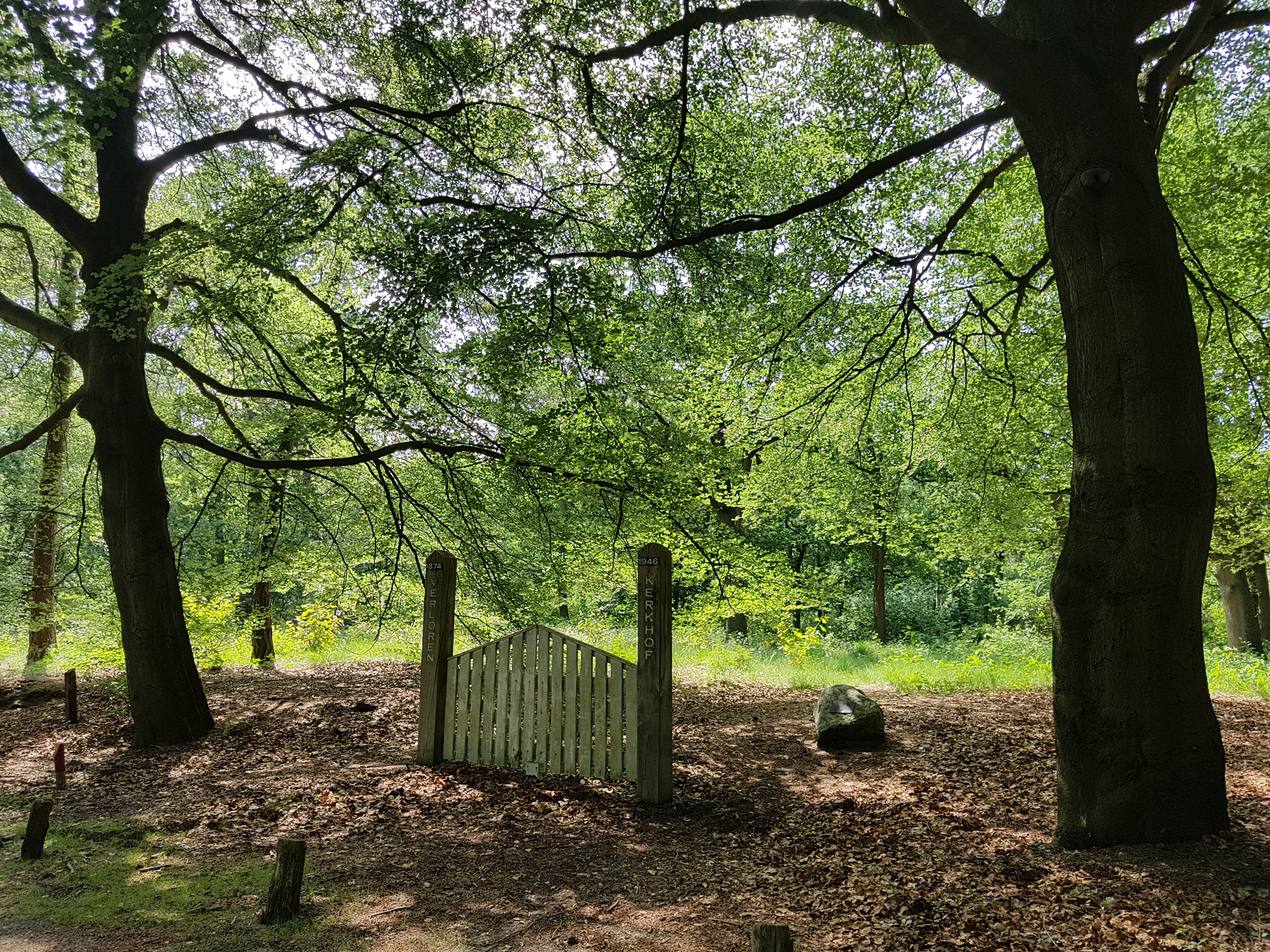
voormalig kerkhof

Amerongse Bos
· Amerongse Bovenpolder
· Landgoed Beerschoten
· Beukenburg
· Biltse Duinen
· Birkhoven
· Blauwe Kamer
· Blikkenburg
· Bloeidaal
· Bornia
· Bosch en Duin
· Breeveen
· Broekerbos
· Buitenplaatsen Driebergseweg
· Dartheide
· Elster Buitenwaarden
· Grebbeberg
· Heidestein
· Hoge Ginkel
· Hooge Kampse Plas
· Hoog Moersbergen
· Houdringe
· Juliusput
· Kasteelbos Renswoude
· De Kievit
· Kooilust
· Kozakkenput
· De Krakeling
· Laarsenberg
· De Leyen
· Lockhorsterbos
· Lunenburgerwaard
· Maartensdijkse Bos
· Middelwaard
· Moersbergen
· Niënhof
· Noordhout
· Okkersbos
· Oostbroek
· Over-Holland
· Palmerswaard
· De Paltz
· Panbos
· Plantage Willem III
· Pleinesbos
· De Pol
· Ridderoordse Bos
· Sandenburg
· Sandwijck
· De Schammer
· Stameren
· Landgoed Stoutenburg
· Viaanse Bos
· Viaanse polders en uiterwaarden
· Vikinghof
· Park Vliegbasis Soesterberg
· Vijverbos
· Vijverhof
· Voordorpse polder
· Willem Arntszbos
· Witte Hull
· De Woerd
· Wulperhorst
· Zeisterbos